# Unión Soviética en los Juegos Paralímpicos
La Unión Soviética en los Juegos Paralímpicos estuvo representada por el Comité Paralímpico Soviético. Después de la disolución de la Unión Soviética en 1991, los deportistas soviéticos compitieron en 1992 como parte del Equipo Unificado y a partir de 1994 bajo las banderas de sus nuevos países.
Participó en una ocasión en los Juegos Paralímpicos de Verano, en Seúl 1988. El país obtuvo un total de 56 medallas en las ediciones de verano: 21 de oro, 20 de plata y 15 de bronce.
En los Juegos Paralímpicos de Invierno participó en una ocasión, en Innsbruck 1988. El país consiguió un total de dos medallas en las ediciones de invierno, ambas de bronce.

## Medallero

### Por edición
| Evento    | Oro | Plata | Bronce | Total |
| --------- | --- | ----- | ------ | ----- |
| Seúl 1988 | 21  | 20    | 15     | 56    |
| TOTAL     | 21  | 20    | 15     | 56    |

| Evento         | Oro | Plata | Bronce | Total |
| -------------- | --- | ----- | ------ | ----- |
| Innsbruck 1988 | 0   | 0     | 2      | 2     |
| TOTAL          | 0   | 0     | 2      | 2     |

### Por deporte
| Evento    | Oro | Plata | Bronce | Total |
| --------- | --- | ----- | ------ | ----- |
| Atletismo | 21  | 9     | 6      | 36    |
| Natación  | 0   | 11    | 9      | 20    |
| TOTAL     | 21  | 20    | 15     | 56    |

| Evento         | Oro | Plata | Bronce | Total |
| -------------- | --- | ----- | ------ | ----- |
| Esquí de fondo | 0   | 0     | 2      | 2     |
| TOTAL          | 0   | 0     | 2      | 2     |